# Ryōichi Hattori (Politiker)

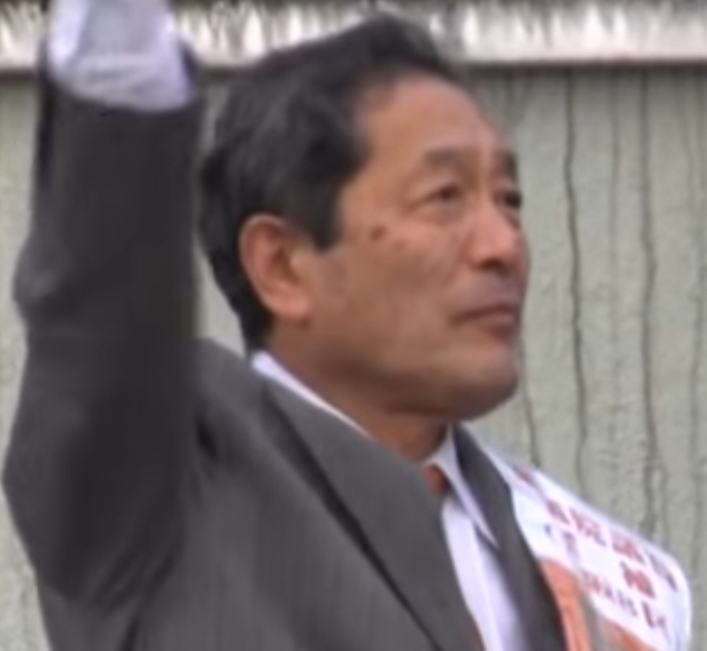
Ryōichi Hattori, 2014

Ryōichi Hattori (japanisch 服部 良一 Hattori Ryōichi; * 24. Februar 1950 im heutigen Yame, Fukuoka) ist ein japanischer Politiker, ehemaliges Mitglied des Shūgiin (Abgeordnetenhaus) für den Verhältniswahlblock Kinki und seit 2020 Generalsekretär der Sozialdemokratischen Partei (SDP).
Hattori brach sein Studium an der rechtswissenschaftlichen Fakultät der Universität Kyōto ab und wurde anschließend Mitarbeiter eines Maschinenbauunternehmens in Osaka. Er engagierte sich gewerkschaftlich und führte später seine landesweite Unternehmensgewerkschaft im SPJ-nahen Gewerkschaftsbund Sōhyō.
In die aktive Politik stieg Hattori bei der Senatswahl 2007 ein, als er im Wahlkreis Osaka (damals 3 Sitze) für die SDP kandidierte, aber mit 3,7 % der Stimmen abgeschlagen auf Platz 6 landete. Bei der Abgeordnetenhauswahl 2009 kandidierte er nur bei der Verhältniswahl Kinki auf der SDP-Liste auf Platz 3; die SDP gewann nur einen Sitz, aber die beiden höher platzierten Doppelkandidaten waren wegen Mehrheitswahlstimmenanteilen von unter 10 % auch für die Verhältniswahl disqualifiziert und Hattori zog ins Parlament ein. Auf dem SDP-Parteitag im Februar 2012 forderte er den Amtsinhaber Yasumasa Shigeno bei der ersten Direktwahl des Generalsekretärs heraus und unterlag deutlich mit 173 zu 57 Stimmen.
Bei der Abgeordnetenhauswahl 2012 gewann die SDP keinen Sitz mehr in Kinki und Hattori war damit abgewählt. 2014 kandidierte er erfolglos im Mehrheitswahlwahlkreis Osaka 8. Bei der Wahl 2017 war er mit Unterstützung von KDP, KPJ und LP der Mitte-links-Einheitskandidat in Osaka 9, wurde aber mit 19,4 % nur Dritter hinter Kenji Harada (LDP) und Yasushi Adachi (Ishin).
Als 2020 SDP-Generalsekretär Tadatomo Yoshida in die KDP wechselte, wurde Hattori sein Nachfolger, anfangs war er in Personalunion auch Leiter des Wahlkampfausschusses und des politischen Ausschusses der Partei.
Bei der Senatswahl 2022 kandidierte Hattori in Tokio (6 Mandate), erreichte mit weniger als 1 % der Stimmen aber nur den zwölften Platz.